# Liga Gaúcha de Futsal de 2020
A Liga Gaúcha de Futsal de 2020, oficialmente denominado Liga Gaúcha Sicoob 2020, foi a quarta edição da competição, a principal a nível estadual de futsal no Rio Grande do Sul. O seu início aconteceu no dia 29 de agosto.

## Antecedentes
A previsão inicial de disputa da Liga seria no dia 29 de agosto, mas com a pandemia de COVID-19 no Brasil esta data foi posta em xeque, sendo decidida por reuniões de dirigentes dos clubes participantes. Em junho, os doze dirigentes concordaram em manter esta data e realizar a competição com portões fechados.

### Paralisação
A competição sofreu uma paralisação durante as semifinais, um surto de casos na equipe do Passo Fundo Futsal levou à paralisação da competição. As partidas diante do Guarany Cotriel foram remaracadas para 20 e 27 de fevereiro do ano posterior, sendo que o vencedor enfrentará a Carlos Barbosa nas finais em 6 e 13 de março.

## Participantes

### Equipes
A equipe da ABELC foi rebaixada na edição de 2019 e disputará a Liga Gaúcha de Futsal 2 de 2020. As equipes do Lagoa e do Horizontina conquistaram o acesso da Liga Gaúcha de Futsal 2 de 2019, respectivamente, na primeira e segunda colocações. As equipes do América e da ASIF comunicaram desistência do torneio, cedendo suas vagas para o Guarani e a AFUCS, terceiro e quinto colocados da LGF 2 de 2019, respectivamente. AEU, ALAF e SASE também desistiram da competição.
| Equipe         | Cidade               | Em 2019    | Ginásio (mando)                                  | Capacidade |
| -------------- | -------------------- | ---------- | ------------------------------------------------ | ---------- |
| Carlos Barbosa | Carlos Barbosa       | 5º         | Centro Municipal de Eventos Sérgio Luiz Guerra   | 6 500      |
| AFUCS          | Seberi               | 5º (LGF 2) | Ginásio Municipal de Esportes Luiz Julio Gemelli |            |
| AMF            | Marau                | 4º         | Ginásio Municipal Jatyr Francisco Foresti        |            |
| Atlântico      | Erechim              | 1º         | Caldeirão do Galo                                | 3 000      |
| Guarani        | Frederico Westphalen | 3º (LGF 2) | Ginásio do Itapagé                               | 1 900      |
| Guarany        | Espumoso             | 2º         | Módulo Esportivo de Espumoso                     | 1 000      |
| Horizontina    | Horizontina          | 2º (LGF 2) | Ginásio Edio Stoll                               | 1 300      |
| Lagoa          | Lagoa Vermelha       | 1º (LGF 2) | Ginásio Adolfo Stella                            | 1 500      |
| Passo Fundo    | Passo Fundo          | 3º         | Ginásio Capingui                                 | 1 000      |

## Classificação

### Primeira fase
A primeira fase foi composta por nove equipes, sendo que as oito melhores seguiram para a segunda fase.
|  | Classificados para a segunda fase |
|  | Quadrangular do rebaixamento      |

| Pos | Times          | Pts | J | V | E | D | GP | GC | SG  |
| --- | -------------- | --- | - | - | - | - | -- | -- | --- |
| 1   | Carlos Barbosa | 21  | 8 | 7 | 0 | 1 | 25 | 10 | 15  |
| 2   | Passo Fundo    | 17  | 8 | 5 | 2 | 1 | 21 | 14 | 7   |
| 3   | Atlântico      | 12  | 8 | 3 | 3 | 2 | 21 | 19 | 2   |
| 4   | Guarany        | 11  | 8 | 3 | 2 | 3 | 26 | 20 | 6   |
| 5   | AMF            | 11  | 8 | 3 | 2 | 3 | 17 | 20 | -3  |
| 6   | AFUCS          | 11  | 8 | 3 | 2 | 3 | 22 | 26 | -4  |
| 7   | Lagoa          | 7   | 8 | 2 | 1 | 5 | 23 | 27 | -4  |
| 8   | Horizontina    | 6   | 8 | 1 | 3 | 4 | 14 | 25 | -11 |
| 9   | Guarani        | 4   | 8 | 1 | 1 | 6 | 16 | 24 | -8  |

### Segunda fase

#### Quartas-de-final
Os seguintes confrontos foram disputados nas quartas-de-final:
Confronto 1
- Lagoa 1-2 Passo Fundo
- Passo Fundo 5-3 Lagoa

Confronto 2
- AFUCS 3-2 Atlântico
- Atlântico 6 (0) (3)-1 (0) (4) AFUCS

Confronto 3
- Horizontina 0-6 Carlos Barbosa
- Carlos Barbosa 0-0 Horizontina

Confronto 4
- AMF 3-3 Guarany
- Guarany 6-0 AMF

#### Semifinais
Os seguintes confrontos serão disputados nas semifinais:
Confronto 1
- AFUCS 2-2 Carlos Barbosa
- Carlos Barbosa 6-1 AFUCS

Confronto 2
- Guarany 4 - 4Passo Fundo
- Passo Fundo3 - 1Guarany

#### Final
- Carlos Barbosa 1 - 0 Passo Fundo
- Passo Fundo 1 - 5 Carlos Barbosa